# NGC 7712
NGC 7712 is een elliptisch sterrenstelsel in het sterrenbeeld Pegasus. Het hemelobject werd in 1877 ontdekt door de Duitse astronoom Ernst Wilhelm Leberecht Tempel.

## Synoniemen
- UGC 12694
- IRAS23333+2320
- MCG 4-55-30
- KARA 1028
- ZWG 476.73
- KUG 2333+233
- PGC 71850